# Тешка вода
Тешка вода је прилично слободан назив који се најчешће односи на деутеријум оксид,  или . Њене физичке и хемијске особине су веома сличне особинама лаке воде, . Водонични атоми у молекулу потичу од тежег изотопа, деутеријума, чије атомско језгро поред једног протона (који чини атомско језгро лаког водоника) садржи и један неутрон. Додатни неутрон удвостручује масу језгра што доводи до релативно великог изотопског ефекта што се испољава у промени физичких и хемијских особина воде.
Увек када постоји смеша изотопа водоника настаје полутешка вода, HDO, јер се између молекула воде у течности одвија брза измена водоника па се првобитни,  врло брзо преобрате у HDO. Вода која садржи 50%  и 50% D у ствари садржи 50% HDO и по 25%  и , који су у динамичкој равнотежи.
Тешку воду не треба поистовећивати са тврдом водом или тритрисаном водом. (Тритрисана вода садржи трећи изотоп водоника трицијум.)

## Објашњење
Деутеријум је изотоп водоника са језгром које садржи неутрон и протон; језгро атома протијума (нормалног водоника) садржи само протон. Додатни неутрон чини атом деутеријума око два пута тежим од атома протијума.
Молекул тешке воде има два атома деутеријума уместо два атома протијума присутна у обично „лакој” води. Тежина молекула тешке воде, међутим, низе знатно различита од молекула нормалне воде, јер око 89% молекулске тежине воде потиче од једног атома кисеоника, док два атома водоника сачињавају остатак. Колоквијални термин тешка вода се односи на високо обогаћену водену смешу која углавном садржи деутеријум оксид D
2O, али такође и делом водоник-деутеријум оксид (HDO) и малу количину обичног водоник оксида H
2O. На пример, тешка вода која се користи у КАНДУ реакторима је 99,75% обогаћена, што значи да је 99,75% атома водоника тешког типа. Поређења ради, обична вода („обична вода” кориштена за деутеријумски стандард) садржи само око 156 атома деутеријума на милион атома водоника, што значи да су 0,0156% атома водоника тешког типа.
Тешка вода није радиоактивна. У својој чистој форми, она има око 11% већу густину од воде, али је иначе физички и хемијски слична. Ипак, многе разлике у води која садржи деутеријум (посебно у погледу биолошких својства) су веће него код било којег другог широко заступљеног једињења са супституисаним изотопима, јер је деутеријум јединствен међу тешким стабилним изотопима по томе што је два пута тежи од свог лакшег изотопа. Ова разлика повећава јачину водоник-кисеоник веза воде, и то је довољно да узрокује разлике које су важне у појединим биохемијским реакцијама. Људско тело природно садржи деутеријумски еквивалент од око пет грама тешке воде, што је безопасно. Кад је велика фракција воде (> 50%) у вишим организмима замењена тешком водом, долази до ћелијске дисфункције и смрти.
Тешка вода је први пут произведена 1932. године, неколико месеци након открића деутеријума. Са открићем нуклеарне фисије крајем 1938. године, и потребом за неутронским модератором који заробљава неутроне, тешка вода је постала компонента раног истраживања нуклеарне енергије. Од тада, тешка вода је била есенцијална компонента у појединим типовима реактора, укључујући оне који се користе као електране и оне који су дизајнирани да производе изотопе за нуклеарно оружје. Ови реактори с тешком водом имају предност да могу да буду покретани природним уранијумом без употребе графитних модератора који представљају радиолошки хазард и могу да доведу до експлозија прашине у декомисионој фази. Већина модерних реактора користи обогаћени уранијум са обичном водом као модератором.

## Друге тешке форме воде

### Полутешка вода
Полутешка вода, HDO, постоји кад год постоји вода са лаким водоником (протијум, 1
H) и деутеријумом (D или 2
H) у смеши. До тога долази зато што се атоми водоника (водоник-1 и деутеријум) брзо размењују између молекула воде. Вода која садржи 50%  и 50% D у свом водонику заправо садржи око 50% HDO и по 25% H
2O и D
2O, у динамичкој равнотежи. У нормалној води, око 1 молекул у 3.200 је HDO (један водоник у 6.400 је у форми D), а молекули тешке воде (D
2O) је јављају једино у пропорцији од око 1 молекул у 41 милион (тј. један у 6.4002). Стога су молекули семитешке воде далеко чешћи од „чистих” (хомоизотопних) молекула тешке воде.

### Вода са тешким кисеоником
Вода обогаћена тежим кисеоничним изотипима 17
O и 18
O је такође комерцијално доступна, нпр., за употребу при нерадиоактивном изотопском обележавању. То је „тешка вода” јер је гушћа од нормалне воде (H
218
O је приближно густа као D
2O, док је густина H
217
O између густине H
2O и D
2O) — али се ретко назива тешком водом, јер не садржи деутеријум који даје  њена необична нуклеарна и биолошка својства. Она је скупља од , јер је сепарација 17O и 18O тежа.  се исто тако користи за продукцију флуора-18 за радиофармацеутске сврхе и позитронску емисиону томографију.

### Трицијумска вода
Трицијумска вода садржи трицијум (3H) уместо водоника (1H) или деутеријума (2H), и стога је радиоактивна.

## Историја
Харолд Јури је открио изотоп деутеријум 1931. године и касније је успео да га концентрише у води. Јуријев ментор Гилберт Њутон Луис је изоловао први узорак чисте тешке воде путем електролизе 1933. године. Ђерђ де Хевеш и Ерих Хофер су користили тешку воду 1934. године у једном од првих експеримената биолошког обележавања, да процене брзину промета воде у људском телу. Историја продукције великих количина и употребе тешке воде у раним нуклеарним експериментима је дата испод. Емилијан Брату и Ото Редлич су изучавали аутодисоцијацију тешке воде 1934. године.
У Другом светском рату Немци су пребацивали тешку воду из Норвешке у Немачку како би израдили атомско наоружање, међутим савезници су потапали немачке бродове који су превозили тешку воду и тиме спречили Немце да произведу атомску бомбу јер нису имали довољно воде за процес израде бомбе.

## Употреба

### Нуклеарна магнетна резонанција
Деутеријум оксид се у нуклеарној магнетној резонанцији (НМР) користи када се снимају протонски спектри у воденом раствору. Протонски сигнал из обичне воде (растварача) вишеструко надмашује сигнал из узорка. Деутеријум има врло различиту резонантну фреквенцију па стога не доприноси сигналу на резонанцији водоника (протона).

### Модератор неутрона
У неким типовима нуклеарних реактора тешка вода се користи као модератор неутрона, медијум који успорава неутроне који тек при малим брзинама могу да реагују са језгрима уранијума у реактору. Обична (лака) вода такође може да се користи као модератор, међутим, пошто лака вода такође апсорбује неутроне тада обогаћени уранијум мора да се користи као гориво.

## Физичке особине (у поређењу са лаком водом)
| Особина                              | (Тешка вода)                  | (Полутешка вода)              | (Обична (лака) вода)          |
| ------------------------------------ | ----------------------------- | ----------------------------- | ----------------------------- |
| Тачка топљења                        | 3,82 °C (38,88 °F) (276,97 )  | 2,04 °C (35,67 °F) (275,19 )  | 0,0 °C (32,0 °F) (273,15 )    |
| Тачка кључања                        | 101,4 °C (214,5 °F) (374,55 ) | 100,7 °C (213,3 °F) (373,85 ) | 100,0 °C (212,0 °F) (373,15 ) |
| Густина при СТП (g/mL)                   | 1,1056                        | 1,054                         | 0,9982                        |
| Темп. максималне густине             | 11,6 °C                       | Непроверено                   | 3,98 °C                       |
| Динамичка вискозност (на 20 °C, ·)   | 1,2467                        | 1,1248                        | 1,0016                        |
| Површински напон (на 25 °C, )        | 0,07187                       | 0,07193                       | 0,07198                       |
| Топлота топљења (kJ/mol)                   | 6,132                         | 6,227                         | 6,00678                       |
| Топлота испаравања (kJ/mol)                | 41,521                        | Непроверено                   | 40,657                        |
| (на 25 °C)                           | 7,44 ()                       | 7,266 (pHD)                      | 7,0                           |
| (на 25 °C)                           | 7,44 ()                       | Непроверено                   | 7,0                           |
| Индекс преламања (на 20 °C, 0,5893 ) | 1,32844                       | Непроверено                   | 1,33335                       |

Физичка својства воде и тешке воде разликују се у неколико аспеката. Тешка вода је мање дисоцирана од лаке воде на датој температури, и права концентрација + јона је мања него што би била концентрација  + јона у узорку лаке воде на истој температури. Исто важи за однос OD− и  − јона. За тешку воду  (25,0 °C) = 1,35 × 10−15, и [+ ] мора бити једнако [− ] за неутралну воду. Стога  = 7,44 + 7,44 = 14,87 (25,0 °C), и  неутралне воде на 25,0 °C је 7,44.
pD тешке воде се генерално мери користећи pH електроде што даје pH вредности, или pHa, и на разним температурама праве киселинске pD вредности се могу проценити из директно мерених pHa вредности pH метром, тако да је pD+ = pHa (очитавање са pH метра) + 0,41. Електродна корелација за алкалне услове је 0,456 за тешку воду. Алкална корелација је pD+ = (очитана вредност са pH метра) + 0,456. Ове корелације се донекле разликују од одступања у  и  од 0,44 од кореспондирајућих у тешкој води.
Тешка вода је 10,6% гушћа од обичне воде, и физички различита својства тешке воде се могу видети без опреме ако се замрзнути узорак испусти у нормалну воду, јер ће потонути. Ако је вода ледено хладна, виша тачка топљења тешког леда се исто тако може уочити: он се топи на 3,7 °C, и стога се не топи у нормалној ледено хладној води.
Један рани експеримент је утврдио да нема никакве разлике у укусу између обичне и тешке воде. Међутим, пацови који су имали избор између дестиловане нормалне и тешке воде су успешно избегавали тешку воду на бази мириса, и могуће је да тешка вода има различити укус. Неки људи су известили да тешка вода производи „горућу сензацију или сладак укус”.